# A. J. Hackett
Pour les articles homonymes, voir Hackett.
Allan John Hackett (né en mai 1958) est un entrepreneur néo-zélandais qui a popularisé le sport extrême du saut à l'élastique (bungy). Il a fait un saut à l'élastique depuis la tour Eiffel en 1987 et a fondé le premier site commercial de saut  en 1988. Il est également le père de la skieuse acrobatique Margaux Hacket.

## Jeunesse
A. J. Hackett est né à Pukekohe et a grandi sur la côte nord d'Auckland. Il a fréquenté la Westlake Boys High School entre 1972 et 1974, où il a joué au rugby à XV. Il quitte l'école à l'âge de seize ans pour faire un apprentissage de charpentier-menuisier. À la même époque, il s'est mis au snowboard et au ski. Il déménage ensuite à Perth en Australie, où il vend des encyclopédies pendant quatre mois, puis retourne en Nouvelle-Zélande pour créer une entreprise de construction.

## Saut à l'élastique
Inspirés par le rituel du Vanuatu appelé la plongée terrestre et les sauts expérimentaux du Dangerous Sports Club de l'Université d'Oxford dans les années 1970, Hackett et son collègue aventurier Chris Sigglekow ont cherché des moyens de rendre le saut à l'élastique sûr. À l'aide d'une formule mathématique développée par le Département de la recherche scientifique et industrielle de la Nouvelle-Zélande, il crée un cordon élastique super extensible au milieu des années 1980.
En novembre 1986, Hackett, avec Sigglekow, effectue son premier saut à l'élastique amateur depuis le Upper Harbour Bridge (Greenhithe Bridge) à Auckland, le décrivant comme « l'une des expériences les plus fascinantes de [sa] vie ». Hackett saute ensuite d'un pont à Hamilton, du pont du port d'Auckland et d'autres ponts de l'île du Nord. Ces premiers sauts sont effectués à l'aide d'un harnais de parachute mais Hackett développe par la suite un modèle de harnais plus adapté à la pratique du saut à l'élastique, en étant attaché à la cheville.
Hackett se rend en France en février 1987 avec l'équipe néo-zélandaise de ski de vitesse. En visite à Paris, il a l'idée de sauter depuis la tour Eiffel pour populariser cette activité mais également pour venger l'affaire du Rainbow Warrior. Pour s'entraîner, il saute du pont de la Caille, haut de 147 mètres, et d'un téléphérique de la station de ski de Tignes. Le 26 juin 1987, il saute depuis le deuxième étage de la tour Eiffel, ce qui lui vaut une notoriété mondiale, attirant l'attention internationale sur ce sport,.
De retour en Nouvelle-Zélande, Hackett lance sa propre entreprise, AJ Hackett Bungy, et crée en novembre 1988 le premier site commercial du monde sur le pont suspendu de Kawarau Gorge à Queenstown,. Il élargie ensuite son entreprise en fondant des sites de bungy en Australie, en France (viaduc de la Souleuvre en Normandie), en Russie (Sotchi), en Allemagne, aux États-Unis, au Mexique, en Indonésie et à Macao,,,. On lui attribue le lancement de l'industrie du tourisme d'aventure en Nouvelle-Zélande et le développement d'un code de fonctionnement sûr pour le saut à l'élastique utilisé à l'échelle internationale,. Hackett s'est initialement associé à Henry van Asch, mais les deux se sont séparés en 1997, van Asch reprenant l'entreprise basée en Nouvelle-Zélande.
En 2006, Hackett publie son autobiographie, Jump Start, qui relate ses aventures de saut à l'élastique.

### Distinctions
En 2017, A. J. Hackett est fait officier de l'Ordre du mérite néo-zélandais pour ses services en faveur du tourisme d'aventure.